# 哈夫納冰川
71°28′S 169°24′E / 71.467°S 169.400°E
哈夫納冰川是南極洲的冰川，位於維多利亞地北岸，最終注入貝爾格灣，由英國探險隊繪入地圖，現時由南極條約體系管理。